# Igneocnemis pistor
Igneocnemis pistor – gatunek ważki z rodziny pióronogowatych (Platycnemididae). Endemit Filipin, znany tylko z miejsca typowego w południowo-wschodniej części wyspy Mindanao.